# Luhetal-Viadukt

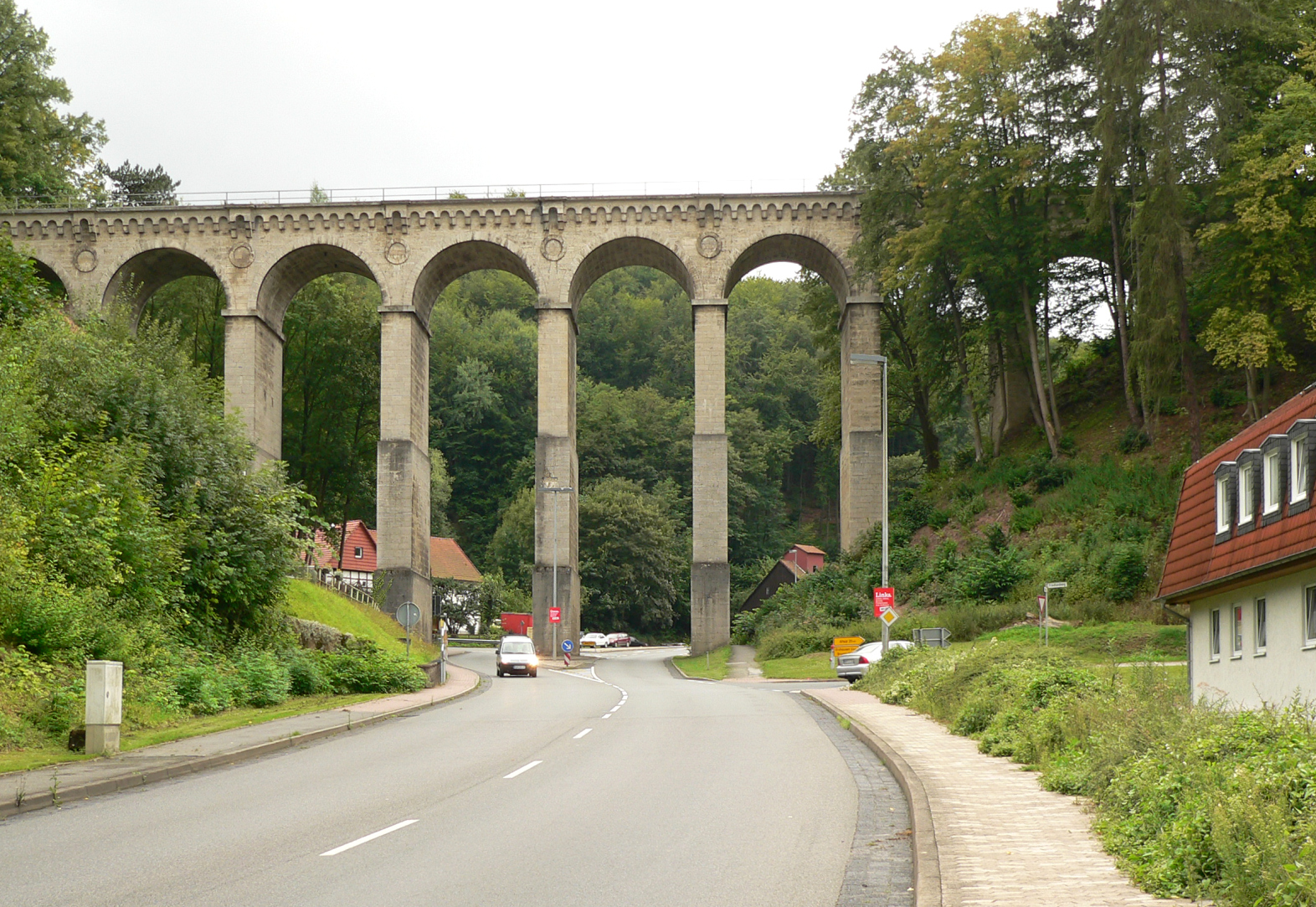
Luhetal-Viadukt, unterquert von der B 64

Das Luhetal-Viadukt im Flecken Greene in Niedersachsen überquert als Eisenbahn-Viadukt das Luhetal.

## Beschreibung

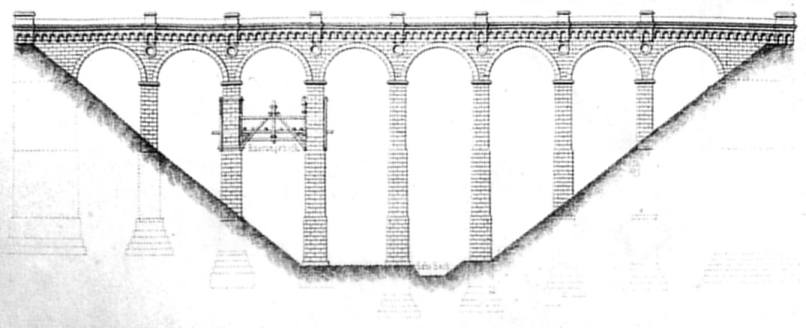
Bauzeichnung des Viadukts

Das Viadukt entstand von 1862 bis 1864 im Zuge des Baus der zweigleisigen Bahnstrecke Langeland–Kreiensen
und wird noch heute von dieser genutzt. Die Strecke wurde am 10. Oktober 1865 eröffnet. Sie war eine Fortsetzung der Braunschweigischen Südbahn der Herzoglich Braunschweigischen Staatseisenbahn ins Ruhrgebiet. Mit dem Bau des Viaduktes zur Überquerung eines Taleinschnitts beauftragte das Herzogtum Braunschweig den Eisenbahn- und Tunnelbauer Franz von Rziha. Das Viadukt als Quaderbau aus Dolomitgestein vom Höhenzug Selter hat eine Höhe von 31 Meter  und eine Länge von 97 Meter. Es handelt sich um eine 8,5 Meter breite Bogenbrücke, die acht gleich große Halbkreisbögen mit Stützweiten von jeweils 8,5 Meter aufweist. Kreisrunde Blendöffnungen in den sieben Pfeilern deuten Brückenaugen an. Oben wird die Brücke von einem Rundbogenfries abgeschlossen.
Heute unterquert die B 64 das Viadukt. Die ursprüngliche massive Seitenbrüstung wurde vermutlich 1966 abgebaut, als die Brückenbahn mit Beton erneuert wurde. 2014 erneuerte die Deutsche Bahn das Geländer auf der Eisenbahnbrücke.
Das seit 1988 unter Denkmalschutz stehende Viadukt ist in Norddeutschland einzigartig. Es ist landschaftsprägend und neben dem Ippenser und Naenser Tunnel der herausragende Kunstbau im Streckenabschnitt Kreiensen – Holzminden.  Im heutigen Niedersachsen verfügten zur Erbauungszeit bei Bahnbauten nur die Werratalbrücke Münden und die Fuldatalbrücke Kragenhof über größere Dimensionen.